# Troianî, Berdeansk
Troianî (în ucraineană Трояни) este un sat în comuna Andrivka din raionul Berdeansk, regiunea Zaporijjea, Ucraina.

## Demografie
Componența lingvistică a localității Troianî
     Rusă (68,26%)
     Bulgară (20,6%)
     Ucraineană (11%)
     Alte limbi (0,07%)
Conform recensământului din 2001, majoritatea populației localității Troianî era vorbitoare de rusă (68,26%), existând în minoritate și vorbitori de bulgară (20,6%) și ucraineană (11%).